# Deșertificare

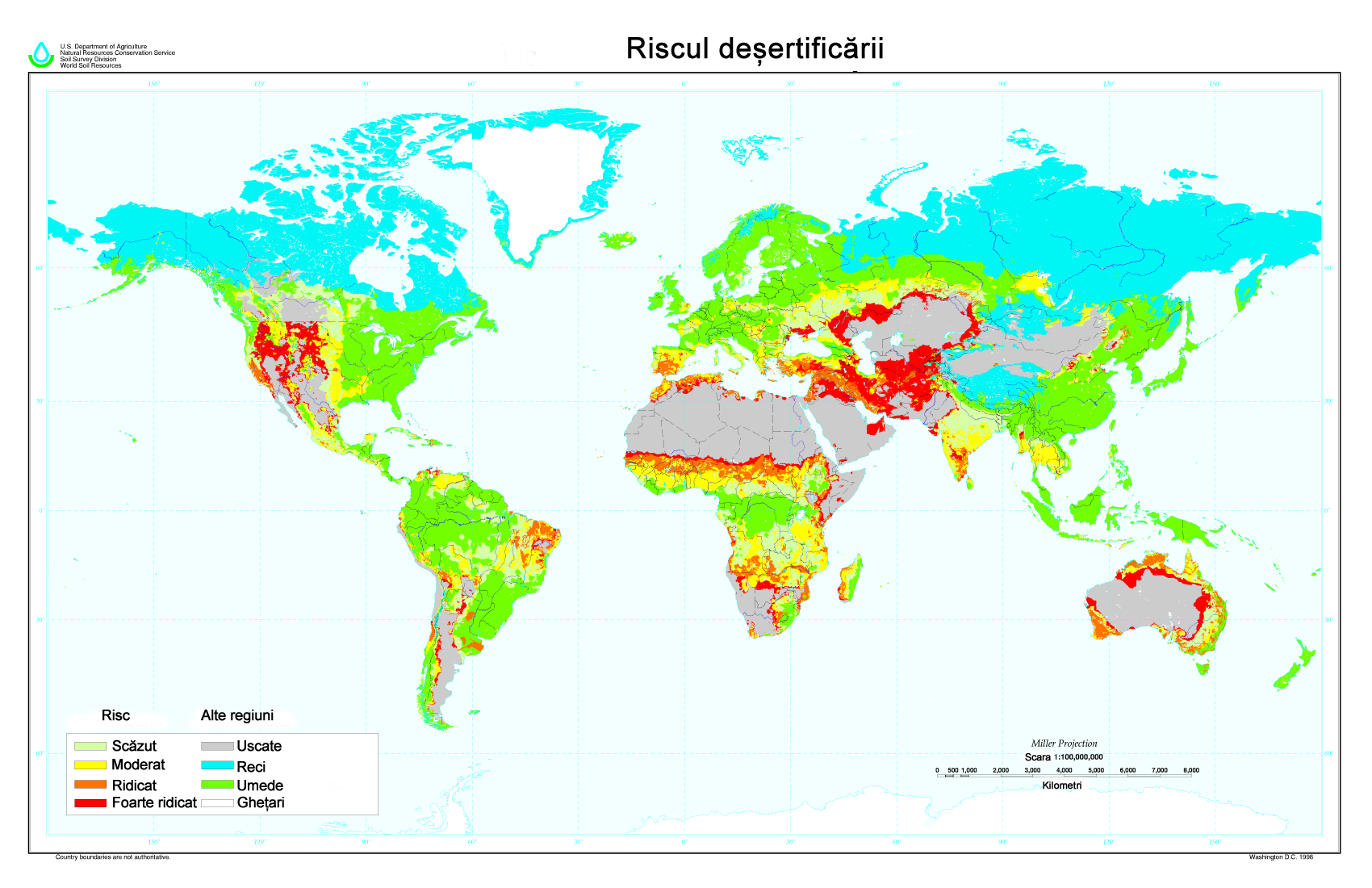
Riscul deșertificării la nivel global

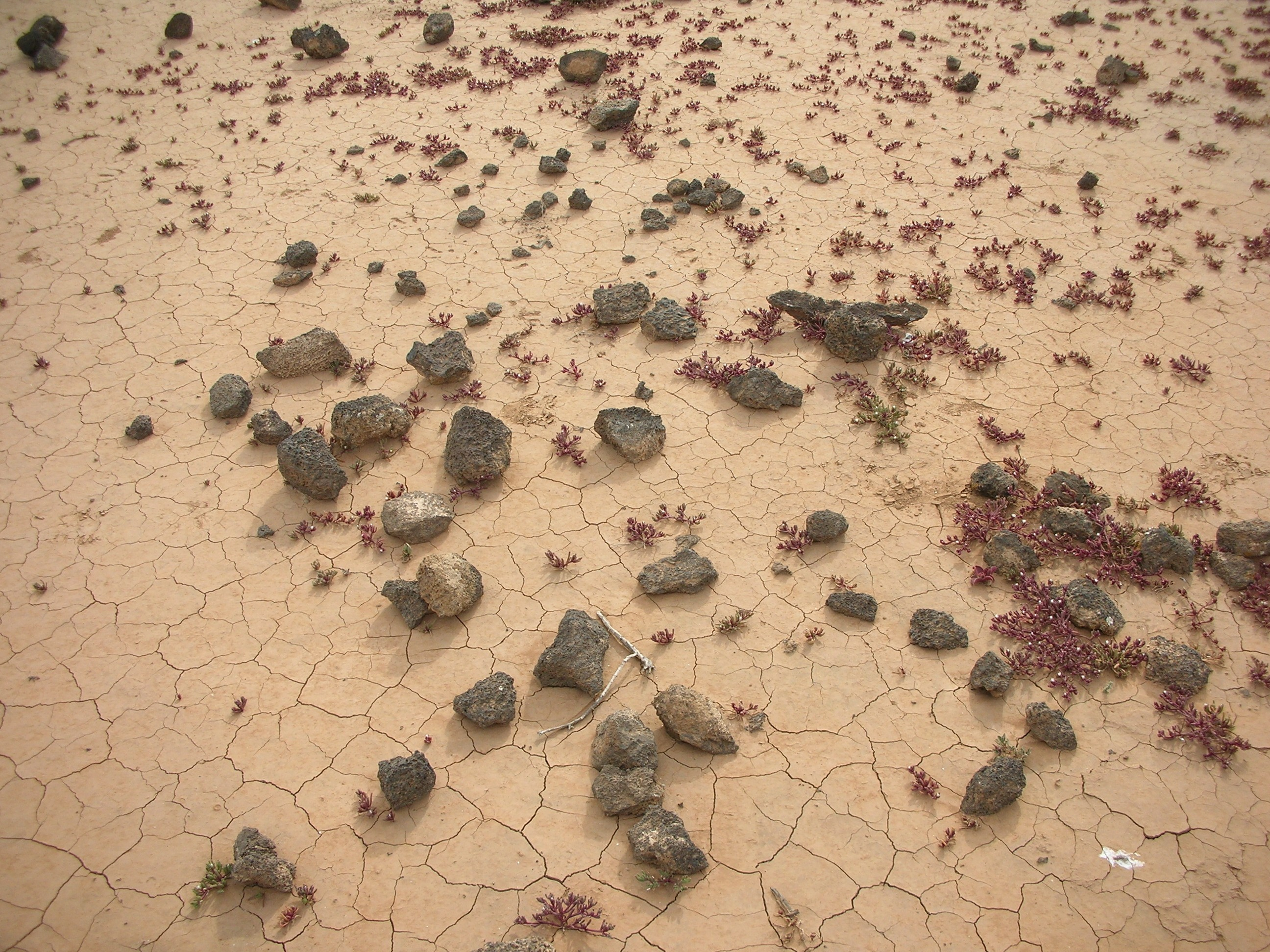
Deșertificarea Insulei Lupilor

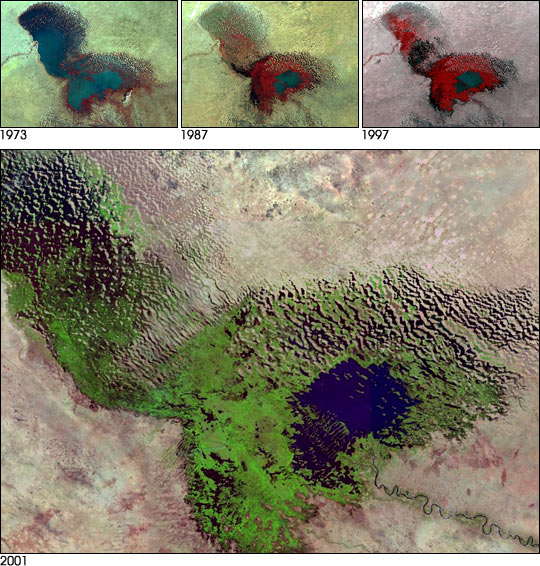
Evaporarea Lacului Ciad

Deșertificarea este un fenomen complex de transformare treptată a unor terenuri cu soluri fertile în deșerturi, determinat de schimbările climatice (secetă puternică și prelungită) și activitățile umane (exploatarea excesivă a terenurilor).
Procesul de deșertificare poate rezulta după o evoluție seculară a climatului (ex. Sahara, între 5000–1000 î.Hr.), dar, cel mai adesea ca rezultat al activităților antropice, omul fiind autorul deșertificării. Deșertificarea se declanșează obișnuit ca urmare a distrugerii covorului vegetal datorită exploatării excesive, necorespunzătoare a terenurilor fertile, cultivării excesive, despăduririlor masive și suprapășunatului, diminuării rezervelor de apă (secarea râurilor și a izvoarelor de coastă), eroziunii solului de apă și vânt, destructurării și poluării solului etc. În general, deșertificarea este determinată de o exploatare locală excesivă, mai ales prin suprapășunat, care provoacă o agravare a eroziunilor, adâncirea apei freatice și, ca urmare, instalarea secetei (ex. bazinul mediteranean). Astfel, Mesopotamia, o zonă inițial înfloritoare,  a fost transformată în deșert prin suprapășunat și despăduriri.
Deșertificarea parcurge mai multe etape: reducerea și pierderea orizontului superior al solului, după care are loc o erodare a orizonturilor inferioare și pierderea cvasitotală a substanțelor organice moarte, astfel încât tot terenul este ulterior format numai din particule minerale. 
Deșertificarea influențează în mod negativ biodiversitatea, multe specii pier odată cu distrugerea habitatului lor. Pe glob are loc extinderea deșerturilor și deșertificarea terenurilor cultivate la o amploare crescândă. La scară globală, deșertificarea înaintează cu circa 50.000 km2 pe an. Studiile Organizației pentru Alimentație și Agricultură a Națiunilor Unite (FAO) estimează că nisipurile Saharei înaintează spre sud cu 1,5-10 km/an. 

## Cauze

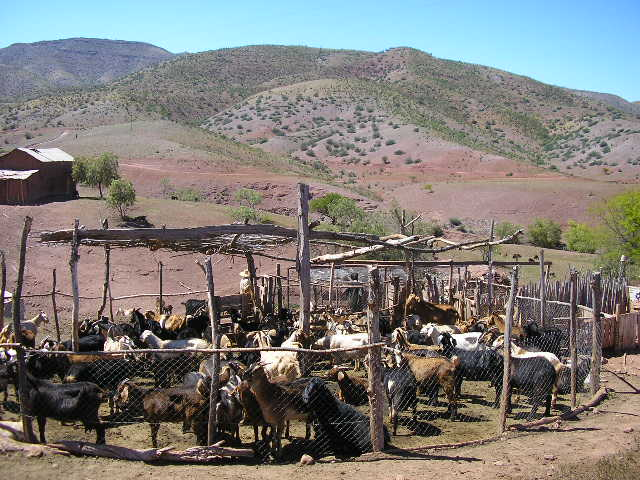
O turmă de capre în Norte Chico, Chile. Pășunatul excesiv este una dintre principalele cauze ale deșertificării.

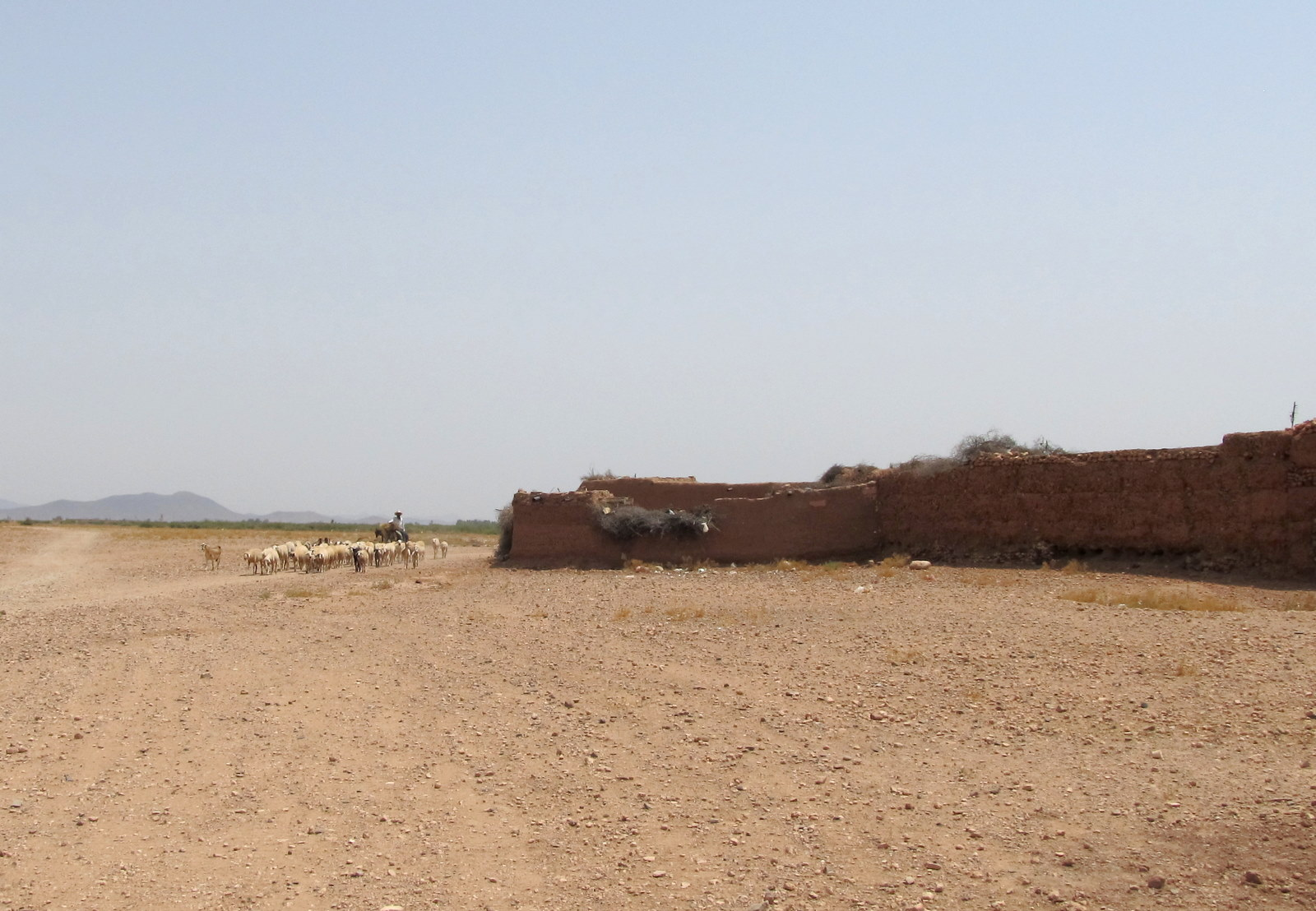
Un păstor își mână turma de oi în deșertul de la marginea orașului Marrakech, Maroc.

Principala cauză a deșertificării este îndepărtarea vegetației. Îndepărtarea vegetației este determinată de mai mulți factori, cum ar fi seceta, schimbările climatice, cultivarea terenurilor arabile, pășunatul excesiv și defrișarea. Vegetația are un rol important în determinarea compoziției solului. Studiile au arătat că, în multe ecosisteme, rata eroziunii solului descrește exponențial odată cu abundența vegetației. Suprafețele uscate și neprotejate de vegetație sunt spălate de ploi sau de inundații, lăsând straturile infertile de la baza solului să se usuce la soare. Aceste suprafețe devin astfel tari și neproductive. 